# Heinkel He 178
Heinkel He 178 là mẫu máy bay đầu tiên trên thế giới bay được nhờ động cơ tuabin phản lực và là mẫu máy bay phản lực thực tế đầu tiên. Đây là một dự án kinh doanh riêng do công ty Heinkel của Đức thực hiện với sự nhấn mạnh của giám đốc Ernst Heinkel về phát triển công nghệ để tăng tốc độ của máy bay, nó thực hiện chuyến bay đầu tiên vào ngày 27/8/1939 do Erich Warsitz điều khiển. Chuyến bay này diễn ra chỉ trước khi cuộc Chiến tranh Thế giới II bùng nổ có 3 ngày.

## Phát triển
Năm 1936, một kỹ sư trẻ tuổi tên là Hans von Ohain đã nhận bằng sáng chế về việc sử dụng khí xả từ một tuabin khí như một nguồn năng lượng để tạo ra lực đẩy.
Von Ohain đã trình bày ý tưởng của mình cho Heinkel, và Heinkel đã đồng ý để giúp phát triển ý tưởng đó. Von Ohain đã trình diễn thành công động cơ đầu tiên của mình (Heinkel HeS 1) vào năm 1937, ngay sau đó các kế hoạch đã được nhanh chóng thực hiện để thử nghiệm một động cơ tương tự trên một máy bay. He 178 được thiết kế dựa trên mẫu động cơ thứ ba của von Ohain có tên là HeS 3, động cơ này sử dụng nhiên liệu là diesel. Kết quả là một mẫu máy bay nhỏ với khung thân làm băng kim loại có cấu hình thông thường. Lối dẫn khí vào động cơ đặt ở mũi, máy bay được trang bị bộ bánh đáp kiểu cũ. 

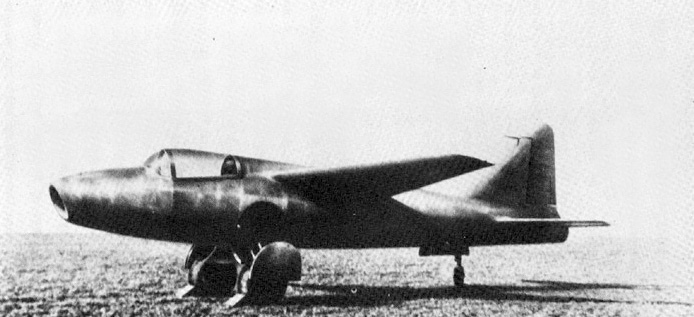
He 178 V2.

Cánh chính của máy bay làm bằng gỗ có kiểu dáng thon hình elip. Mẫu thử thứ hai là He 178 V2 lại có thiết kế kiểu cánh thẳng nhưng chưa bao giờ cất cánh.
Chiếc máy bay này là một thành công, tuy nhiên vận tốc của nó lại chỉ đạt 598 km/h (375 mph) trên độ cao thích hợp, thời gian bay chỉ vẻn vẹn có 10 phút. Do đó các quan chức tỏ ra thờ ơ với nó, lúc này Hermann Göring đang ủng hộ các mẫu tiêm kích động cơ piston có nhiều tiềm năng hơn, chúng có hiệu năng cao hơn, giá thành ít hơn do không phải đầu tư nhiều tiền vào động cơ phản lực. Ngày 1 tháng 11 năm 1939, Heinkel đã sắp xếp một cuộc trình diễn máy bay phản lực cho Reichsluftfahrtministerium ("Bộ Hàng không Đế chế ", RLM), trong đó có cả Ernst Udet và Erhard Milch theo dõi. Tuy nhiên, do cả hai người đều bảo thủ trong cách tiếp cận với thiết kế máy bay, nên không có đề xuất nào từ chính phủ được đưa ra. Tuy nhiên, Heinkel đã không nản lòng, và quyết định bắt tay vào phát triển một loại tiêm kích phản lực 2 động cơ có tên gọi He 280, nó sẽ áp dụng những kiến thức thu được từ He 178.
He 178 được đặt ở Deutsches Technikmuseum ("Bảo tàng Kỹ thuật Đức ") ở Berlin, nó đã bị phá hủy trong một cuộc không kích vào năm 1943

## Tính năng kỹ chiến thuật

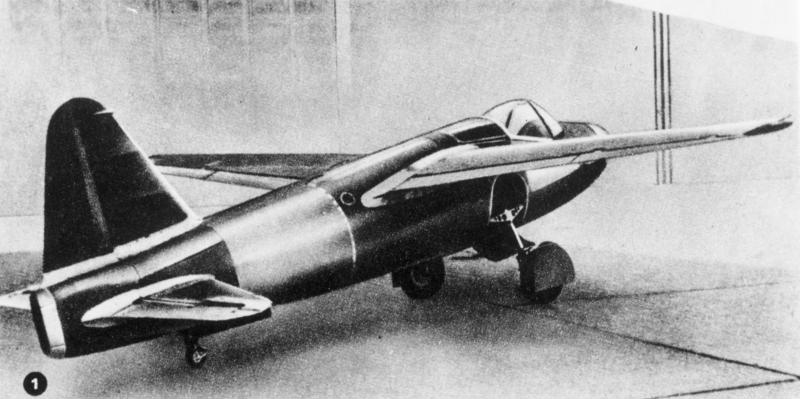
Bản vẽ thiết kế He 178

### Đặc điểm riêng
- Tổ lái: 1
- Chiều dài: 7,48 m (24 ft 6 in)
- Sải cánh: 7,20 m (23 ft 3 in)
- Chiều cao: 2,10 m (6 ft 10 in)
- Diện tích cánh: 9,1 m² (98 ft²)
- Trọng lượng rỗng: 1.620 kg (3.572 lb)
- Trọng lượng cất cánh tối đa: 1.998 kg (4.405 lb)
- Động cơ: 1 động cơ tuabin phản lực Heinkel HeS 3, lực đẩy 4,4 kN (992 lbf)

### Hiệu suất bay
- Vận tốc cực đại: 598 km/h (380 mph)
- Tầm bay: 200 km (125 mi)

### Máy bay có cùng sự phát triển
- Heinkel He 162 - dự án máy bay động cơ tuốc bin phản lực luồng
- Heinkel He 176 - dự án máy bay động cơ tên lửa.
- Heinkel He 280 - dự án máy bay động cơ tuốc bin phản lực luồng.
- Messerschmitt Me 262 - dự án máy bay động cơ tuốc bin phản lực luồng

.